# الطاقم (فلم تسجيلي)
الطاقم (بالإنجليزية: The Crew) فيلم وثائقي لعام 2018 يكشف كواليس صناعة السينما ومشاكلها، يتناول مراحل العمل على الأفلام، منذ ولادة الفكرة، ومرورًا بكتابة السيناريو، وجلسات العمل بين الممثلين والمخرجين، وطرح التصورات على الأوراق، قبل أن تدخل إلى حيز التنفيذ والإنتاج، وتعاون هؤلاء مع صناع الديكور والملابس، ومديري التصوير والمصورين، وإبراز دور الفنيين وعمال البوفيه ومسئولي الكرفانات وسائقي المعدات، مرورًا بالمونتاج والخدع والجرافيك، والهندسة الصوتية والموسيقى التصويرية، وكيفية تذليل العقبات، والحصول على تصاريح أماكن التصوير، انتهاءً بالتوزيع، وغير ذلك الكثير من الأمور التي تخفى على الجمهور.
كتب فكرة العمل رامي عباس وسيناريو محمد نبيل وإخراج إسلام رسمي الذي شارك أيضا في السيناريو، وسيدلي كل من المشاركين بالعمل برأيه في خطوات صناعة العمل في شكل حوار تلفزيوني يجريه أمجد مصطفى معهم. الفيلم من إنتاج شركة سينما فاكتوري.   

## طاقم الفيلم
- كتاب سيناريو: وحيد حامد وتامر حبيب ومدحت العدل
- مخرجون: شريف عرفة وهادي الباجوري ولمياء عادل (مساعدة مخرج)
- منتجون: هشام سليمان وأحمد مظهر (منتج منفذ)
- ممثلون: يسرا ومنى زكي وأحمد حلمي وشريف منير
- التوزيع: جابي خوري
- مصورون: سامح سليم وأحمد المرسي
- تصميم مناظر: محمود محسن ومحمد عطية
- اكسسوار: عباس صابر وعدنان الشريف
- أزياء: ناهد نصر الله ومي جلال ورفعت عبد الحكيم
- مكياج: إيهاب محروس وطارق مصطفى[4]
- بالإضافة لمجموعة العاملين بالتصوير والصوت والكاميرات والكهرباء وتصفيف الشعر والموسيقى والخدمات المصاحبة ونقل المعدات وسائقي السيارات.

## أحداث الفيلم
البداية مع صوت الراوي يقول: «فاكر أحساس وانطباع المرات الأولى.. الراجل أبو بطارية وهو ماشي قدامي علشان يدلني على المكان اللي ح أقعد فيه استعدادًا لانطلاق الرحلة الخيالية».
يبدأ الحديث على لسان كتاب السيناريو (وحيد حامد وتامر حبيب ومدحت العدل) عن كيف تكون بداية تكوين الفيلم. ثم يتناوب المخرجين (شريف عرفة وهادي الباجوري)الحديث عن مسئولية المخرج، وتتحدث مساعدة المخرج (لمياء عادل) عن مهمتها في تحقيق ما يطلبه ويراه المخرج.
يتحدث الممثلين (يسرا ومنى زكي وأحمد حلمي وشريف منير) عن تحقيق المطلوب منهم بدراسة الشخصية ومايمكن مساعدتهم في الأداء من مكياج وملابس وشكل الشعر وطريقة السير وما إلى ذلك. يؤكد أحمد حلمي على أن دراسة تاريخ الشخصية حتى في أجزاء لا تظهر في الفيلم هو شيء في غاية الأهمية لإقناع المشاهد.
تؤكد منى زكي أن بطل الفيلم هو القصة أو الحكاية أو ما يدور عنه الفيلم.
تظهر بعض مشاهد من فيلم «رسائل بحر» والمخرج داود عبد السيد يوجه الممثل «آسر ياسين»، ونشاهد رش الممثل بالماء لحاجة لقطة تصويره على شاطيء البحر، أثناء موجات عالية تضرب الشاطئ.
تظهر مشاهد أخرى من مطاردات وتحطيم سيارات وهجوم قوات أمن.
ينتهي الفيلم والمنتج مدحت العدل يقول: «السينما هي فن يجمع كل الفنون في ساعتين»، ثم المخرج شريف عرفة يختتم بقوله: «السينما مكافحة جدا، بتحاول كتير تتغلب على صعابها.. ساعات تمرض ولكن لا تموت».

## الفيلم على لسان العاملين به
عبر الفنان أحمد حلمى، عن سعادته بالمشاركة في الفيلم الوثائقى «ذي كرو» بمشاركة مجموعة كبيرة من الفنانين، وقال حلمى: «فيلم مختلف وتجربة جديدة، لو مكنتش شاركت فيها كنت خسرت، فيلم بيتناول مشكلة جديدة بطريقة جديدة»، وتابع حلمى: «أبطال الفيلم مش بس ممثلين، هتتفرجوا على أبطال دايمًا بيقفوا ورا الكاميرا ولأول مرة عدوا الخط الوهمى وبصوا في العدسة واتكلموا عن مشكلة تخصهم، كل شخص بيقف ورا الكاميرا لصناعة فيلم هو نجم الفيلم».
كشف إسلام رسمي، مخرج الفيلم كافة تفاصيل فيلم «ذي كرو»، مشيرًا إلى تفرد العمل السينمائي الجديد، بتوضيح خطوات صناعة الفيلم للمشاهد البسيط، بشكل سلس ودون أي تعقيدات، وإبراز أدوار المهمشين خلف الكاميرا. استغرق تصويره قرابة عامين.
كما حرص السيناريست تامر حبيب على مشاركة البوستر الرسمي للفيلم عبر حسابه الرسمي على موقع الصور والفيديوهات الشهير «إنستجرام» معلقا: «سينمائي مصري وافتخر.. إلى محبي السينما إن شاء الله هتتبسطو».

## الصدور الأول للفيلم
تم عرض فيلم «ذي كرو» ضمن فعاليات حفل إفتتاح مهرجان شرم الشيخ السينمائي يوم 2 مارس عام 2019، وحضر كل من أحمد حلمي ومنى زكي ويسرا العرض،
انسحب صناع الفيلم المصري «ذي كرو» المشارك في مهرجان السينما الآسيوية الأول بشرم الشيخ، من المهرجان وقرروا عدم عرضه احتجاجا على سوء التنظيم، واحتراما لصناع الفيلم ونجومه. كان من المفترض عرض الفيلم في افتتاح المهرجان، مساء السبت، لكنه لم يعرض بسبب تأخر الحفل وسوء التنظيم، ما جعل إدارة المهرجان تعلن تنظيم حفل آخر، ظهر الأحد، لكن تكرار الفوضى دفع الفريق لاتخاذ قرار الانسحاب نهائيا من المهرجان.
حرر المخرج إسلام رسمي مخرج فيلم «ذي كرو» محضر رسمي، وذلك بسبب قيام إدارة مهرجان شرم الشيخ للسينما الأسيوية بعرض الفيلم بالمهرجان رغم انسحابه ودون إرادته، وقال إسلام: «إن المهرجان عرض الفيلم دون إرادته، كما أنه لديه عدد من مقاطع الفيديو المصورة من داخل قاعة عرض الفيلم، وهو ما يؤكد أن الفيلم تعرض للقرصنة من قبل الحاضرين للعرض، وقاموا بتصوير الفيلم بالفيديو وهي المسئولية التي تقع على إدارة المهرجان والمنظمين للعرض»، وأضاف رسمى: «أن المهرجان عرض نسخة قليلة الجودة كان قد قدمها للمهرجان لمشاهدتها وإجازة الفيلم للعرض بالمهرجان بنسخة عالية الجودة، وهي النسخة التي سحبتها من المهرجان لضمان عدم عرض الفيلم إلا أن إدارة المهرجان عرضت النسخة قليلة الجودة».

## وصلات خارجية
- (فيلم تسجيلي)
- الطاقم (فيلم تسجيلي)